# Vingt-cinquième district congressionnel de Floride
Le 25e district congressionnel de Floride est un district situé dans la région du comté de Broward en Floride. Dans le cycle de redécoupage de 2020, il a été désigné comme successeur du 23e district précédent et comprend une grande partie du sud du comté de Broward, notamment Weston, Davie, Pembroke Pines, Hollywood et des parties de Miramar et Plantation. L'itération précédente du 25e district, qui s'étendait du comté de Collier à la banlieue de Miami, a été rebaptisée 26e district.
L'ancien 25e district, de 2003 à 2013, s'étendait sur une grande partie des Everglades et comprenait des parties des comtés de Collier, Miami-Dade et Hendry. Il comprenait les municipalités de Miami-Dade de Homestead, Leisure City et Cutler Bay.
Lors du cycle de redécoupage de 2010, une grande partie de cette zone a été redessinée dans le 26e district, tandis que le 25e district a été reconfiguré à partir de ce qui était le 21e district de 1993 à 2003. De 2017 à 2023, le district comprenait tout le comté de Hendry et la majeure partie de Collier, à l'exclusion de la frange côtière et du nord-ouest du comté de Miami-Dade. Les principales villes du district comprenaient Hialeah, Doral, LaBelle et Clewiston. Les itérations précédentes du district comptaient une importante population cubano-américaine, représentant 44,3 % de la population, la plus grande proportion de tous les districts du pays.
Le district est actuellement représenté par la Démocrate Debbie Wasserman Schultz, qui représentait auparavant le 23e district avant le redécoupage.

## Géographie
| #  | Comté   | Siège           | Population |
| -- | ------- | --------------- | ---------- |
| 11 | Broward | Fort Lauderdale | 1 962 531  |

### Villes de 10 000 habitants ou plus
- Fort Lauderdale - 183 146
- Pembroke Pines - 169 876
- Hollywood - 152 650
- Miramar - 137 228
- Davie - 105 691
- Plantation - 91 750
- Weston - 68 107
- Hallandale Beach - 41 217
- Cooper City - 34 401
- Dania Beach - 31 723

### Villes de 2 500 à 10 000 habitants
- Broadview Park - 7 670
- Southwest Ranches - 7 607

## Historique de vote
| Année | Poste             | Résultats                |
| ----- | ----------------- | ------------------------ |
| 2016  | Président         | Trump 49,6 % - 47,4 %    |
| 2016  | Sénat             | Rubio 60,3 % - 37,4 %    |
| 2018  | Sénat             | Scott 58,1 % - 41,9 %    |
| 2018  | Gouverneur        | DeSantis 57,3 % - 41,4 % |
| 2018  | Procureur Général | Moody 58,5 % - 39,5 %    |
| 2020  | Président         | Trump 61,4 % - 37,9 %    |

## Liste des représentants du district
| Membre                             | Parti       | Années                          | Congrès     | Histoire électorale | Zone géographique                              |
| ---------------------------------- | ----------- | ------------------------------- | ----------- | --- | ---------------------------------------------- |
| District établi le 3 janvier 2003. |             |                                 |             | |                                                |
| Mario Díaz-Balart                  | Républicain | 3 janvier 2003 - 3 janvier 2011 | 108e - 111e | Élu en 2002. Réélu en 2004. Réélu en 2006. Réélu en 2008. Redécoupage vers le 21e district et réélu.                                               | 2003–2013 Collier, Miami-Dade et Monroe        |
| David Rivera (en)                  | Républicain | 3 janvier 2011 - 3 janvier 2013 | 112e        | Élu en 2010. Redécoupage vers le 26e district et perd sa réélection.                                                                               | 2003–2013 Collier, Miami-Dade et Monroe        |
| Mario Díaz-Balart                  | Républicain | 3 janvier 2013 - 3 janvier 2023 | 113e - 117e | Redécoupage depuis le 21e district et réélu en 2012. Réélu en 2014. Réélu en 2016. Réélu en 2018. Réélu en 2020. Redécoupage vers le 26e district. | 2013–2017 Broward, Collier, Hendry, Miami-Dade |
| Mario Díaz-Balart                  | Républicain | 3 janvier 2013 - 3 janvier 2023 | 113e - 117e | Redécoupage depuis le 21e district et réélu en 2012. Réélu en 2014. Réélu en 2016. Réélu en 2018. Réélu en 2020. Redécoupage vers le 26e district. | 2017–2023 Collier, Hendry et Miami-Dade        |
| Debbie Wasserman Schultz           | Démocrate   | 3 janvier 2023 - en cours       | 118e        | Redécoupage depuis le 23e district et réélue en 2022.                                                                                              | 2023–en cours : Comté de Broward               |

## Résultats des récentes élections
Voici les résultats des dix précédents cycles électoraux dans le district.

### 2004
| Élection de 2004 du 25e district congressionnel de Floride | Élection de 2004 du 25e district congressionnel de Floride | Élection de 2004 du 25e district congressionnel de Floride | Élection de 2004 du 25e district congressionnel de Floride |
| ---------------------------------------------------------- | ---------------------------------------------------------- | ---------------------------------------------------------- | ---------------------------------------------------------- |
| Parti                                                      | Parti                                                      | Candidat                                                   | %                                                          |
|                                                            | Républicain                                                | Mario Díaz-Balart (sortant)                                | 100 %                                                      |
|                                                            | Les Républicains conservent                                |                                                            |                                                            |

### 2006
| Élection de 2006 du 25e district congressionnel de Floride | Élection de 2006 du 25e district congressionnel de Floride | Élection de 2006 du 25e district congressionnel de Floride | Élection de 2006 du 25e district congressionnel de Floride | Élection de 2006 du 25e district congressionnel de Floride |
| ---------------------------------------------------------- | ---------------------------------------------------------- | ---------------------------------------------------------- | ---------------------------------------------------------- | ---------------------------------------------------------- |
| Parti                                                      | Parti                                                      | Candidat                                                   | Votes                                                      | %                                                          |
|                                                            | Républicain                                                | Mario Díaz-Balart (sortant)                                | 60 765                                                     | 58,47                                                      |
|                                                            | Démocrate                                                  | Michael Calderin                                           | 43 168                                                     | 41,53                                                      |
| Total des votes                                            | Total des votes                                            | Total des votes                                            | 103 933                                                    | 100 %                                                      |
|                                                            | Les Républicains conservent                                |                                                            |                                                            |                                                            |

### 2008
| Élection de 2008 du 25e district congressionnel de Floride | Élection de 2008 du 25e district congressionnel de Floride | Élection de 2008 du 25e district congressionnel de Floride | Élection de 2008 du 25e district congressionnel de Floride | Élection de 2008 du 25e district congressionnel de Floride |
| ---------------------------------------------------------- | ---------------------------------------------------------- | ---------------------------------------------------------- | ---------------------------------------------------------- | ---------------------------------------------------------- |
| Parti                                                      | Parti                                                      | Candidat                                                   | Votes                                                      | %                                                          |
|                                                            | Républicain                                                | Mario Díaz-Balart (sortant)                                | 130 891                                                    | 53,05                                                      |
|                                                            | Démocrate                                                  | Joe Garcia                                                 | 115 820                                                    | 46,95                                                      |
| Total des votes                                            | Total des votes                                            | Total des votes                                            | 246 711                                                    | 100 %                                                      |
|                                                            | Les Républicains conservent                                |                                                            |                                                            |                                                            |

### 2010
| Élection de 2010 du 25e district congressionnel de Floride | Élection de 2010 du 25e district congressionnel de Floride | Élection de 2010 du 25e district congressionnel de Floride | Élection de 2010 du 25e district congressionnel de Floride | Élection de 2010 du 25e district congressionnel de Floride |
| ---------------------------------------------------------- | ---------------------------------------------------------- | ---------------------------------------------------------- | ---------------------------------------------------------- | ---------------------------------------------------------- |
| Parti                                                      | Parti                                                      | Candidat                                                   | Votes                                                      | %                                                          |
|                                                            | Républicain                                                | David Rivera (en)                                          | 74 859                                                     | 52,15                                                      |
|                                                            | Démocrate                                                  | Joe Garcia                                                 | 61 138                                                     | 42,59                                                      |
|                                                            | Indépendant                                                | Roly Arrojo                                                | 4 312                                                      | 3,0                                                        |
|                                                            | Indépendant                                                | Craig Porter                                               | 3 244                                                      | 2,26                                                       |
| Total des votes                                            | Total des votes                                            | Total des votes                                            | 143 553                                                    | 100 %                                                      |
|                                                            | Les Républicains conservent                                |                                                            |                                                            |                                                            |

### 2012
| Élection de 2012 du 25e district congressionnel de Floride | Élection de 2012 du 25e district congressionnel de Floride | Élection de 2012 du 25e district congressionnel de Floride | Élection de 2012 du 25e district congressionnel de Floride | Élection de 2012 du 25e district congressionnel de Floride |
| ---------------------------------------------------------- | ---------------------------------------------------------- | ---------------------------------------------------------- | ---------------------------------------------------------- | ---------------------------------------------------------- |
| Parti                                                      | Parti                                                      | Candidat                                                   | Votes                                                      | %                                                          |
|                                                            | Républicain                                                | Mario Díaz-Balart (sortant)                                | 151 466                                                    | 75,6                                                       |
|                                                            | Indépendant                                                | Stanley Blumenthal                                         | 31 664                                                     | 15,8                                                       |
|                                                            | Indépendant                                                | VoteforEddie.Com                                           | 17 099                                                     | 8,5                                                        |
| Total des votes                                            | Total des votes                                            | Total des votes                                            | 200 229                                                    | 100 %                                                      |
|                                                            | Les Républicains conservent                                |                                                            |                                                            |                                                            |

### 2014
| Élection de 2014 du 25e district congressionnel de Floride | Élection de 2014 du 25e district congressionnel de Floride | Élection de 2014 du 25e district congressionnel de Floride | Élection de 2014 du 25e district congressionnel de Floride |
| ---------------------------------------------------------- | ---------------------------------------------------------- | ---------------------------------------------------------- | ---------------------------------------------------------- |
| Parti                                                      | Parti                                                      | Candidat                                                   | %                                                          |
|                                                            | Républicain                                                | Mario Díaz-Balart (sortant)                                | 100 %                                                      |
|                                                            | Les Républicains conservent                                |                                                            |                                                            |

### 2016
| Élection de 2016 du 25e district congressionnel de Floride | Élection de 2016 du 25e district congressionnel de Floride | Élection de 2016 du 25e district congressionnel de Floride | Élection de 2016 du 25e district congressionnel de Floride | Élection de 2016 du 25e district congressionnel de Floride |
| ---------------------------------------------------------- | ---------------------------------------------------------- | ---------------------------------------------------------- | ---------------------------------------------------------- | ---------------------------------------------------------- |
| Parti                                                      | Parti                                                      | Candidat                                                   | Votes                                                      | %                                                          |
|                                                            | Républicain                                                | Mario Díaz-Balart (sortant)                                | 157 921                                                    | 62,4                                                       |
|                                                            | Démocrate                                                  | Alina Valdes                                               | 95 319                                                     | 37,6                                                       |
| Total des votes                                            | Total des votes                                            | Total des votes                                            | 253 240                                                    | 100 %                                                      |
|                                                            | Les Républicains conservent                                |                                                            |                                                            |                                                            |

### 2018
| Élection de 2018 du 25e district congressionnel de Floride | Élection de 2018 du 25e district congressionnel de Floride | Élection de 2018 du 25e district congressionnel de Floride | Élection de 2018 du 25e district congressionnel de Floride | Élection de 2018 du 25e district congressionnel de Floride |
| ---------------------------------------------------------- | ---------------------------------------------------------- | ---------------------------------------------------------- | ---------------------------------------------------------- | ---------------------------------------------------------- |
| Parti                                                      | Parti                                                      | Candidat                                                   | Votes                                                      | %                                                          |
|                                                            | Républicain                                                | Mario Díaz-Balart (sortant)                                | 128 672                                                    | 60,5                                                       |
|                                                            | Démocrate                                                  | Mary Barzee Flores                                         | 84 173                                                     | 39,5                                                       |
| Total des votes                                            | Total des votes                                            | Total des votes                                            | 212 845                                                    | 100 %                                                      |
|                                                            | Les Républicains conservent                                |                                                            |                                                            |                                                            |

### 2020
| Élection de 2020 du 25e district congressionnel de Floride | Élection de 2020 du 25e district congressionnel de Floride | Élection de 2020 du 25e district congressionnel de Floride | Élection de 2020 du 25e district congressionnel de Floride |
| ---------------------------------------------------------- | ---------------------------------------------------------- | ---------------------------------------------------------- | ---------------------------------------------------------- |
| Parti                                                      | Parti                                                      | Candidat                                                   | %                                                          |
|                                                            | Républicain                                                | Mario Díaz-Balart (sortant)                                | 100 %                                                      |
|                                                            | Les Républicains conservent                                |                                                            |                                                            |

### 2022
| Primaire républicaine de 2022 du 25e district congressionnel de Floride | Primaire républicaine de 2022 du 25e district congressionnel de Floride | Primaire républicaine de 2022 du 25e district congressionnel de Floride | Primaire républicaine de 2022 du 25e district congressionnel de Floride | Primaire républicaine de 2022 du 25e district congressionnel de Floride |
| ----------------------------------------------------------------------- | ----------------------------------------------------------------------- | ----------------------------------------------------------------------- | ----------------------------------------------------------------------- | ----------------------------------------------------------------------- |
| Parti                                                                   | Parti                                                                   | Candidat                                                                | Votes                                                                   | %                                                                       |
|                                                                         | Républicain                                                             | Carla Spalding                                                          | 16 425                                                                  | 71,6                                                                    |
|                                                                         | Républicain                                                             | Rubin Young                                                             | 6 511                                                                   | 28,4                                                                    |

| Primaire démocrate de 2022 du 25e district congressionnel de Floride | Primaire démocrate de 2022 du 25e district congressionnel de Floride | Primaire démocrate de 2022 du 25e district congressionnel de Floride | Primaire démocrate de 2022 du 25e district congressionnel de Floride | Primaire démocrate de 2022 du 25e district congressionnel de Floride |
| -------------------------------------------------------------------- | -------------------------------------------------------------------- | -------------------------------------------------------------------- | -------------------------------------------------------------------- | -------------------------------------------------------------------- |
| Parti                                                                | Parti                                                                | Candidat                                                             | Votes                                                                | %                                                                    |
|                                                                      | Démocrate                                                            | Debbie Wasserman-Schultz (sortante)                                  | 50 554                                                               | 89,0                                                                 |
|                                                                      | Démocrate                                                            | Robert Millwee                                                       | 6 241                                                                | 11,0                                                                 |

| Élection de 2022 du 25e district congressionnel de Floride | Élection de 2022 du 25e district congressionnel de Floride | Élection de 2022 du 25e district congressionnel de Floride | Élection de 2022 du 25e district congressionnel de Floride | Élection de 2022 du 25e district congressionnel de Floride |
| ---------------------------------------------------------- | ---------------------------------------------------------- | ---------------------------------------------------------- | ---------------------------------------------------------- | ---------------------------------------------------------- |
| Parti                                                      | Parti                                                      | Candidat                                                   | Votes                                                      | %                                                          |
|                                                            | Démocrate                                                  | Debbie Wasserman-Schultz                                   | 129 113                                                    | 55.09                                                      |
|                                                            | Républicain                                                | Carla Spalding                                             | 105 239                                                    | 44.91                                                      |
| Total des votes                                            | Total des votes                                            | Total des votes                                            | 234 352                                                    | 100 %                                                      |
|                                                            | Les Démocrates prennent aux Républicains                   |                                                            |                                                            |                                                            |

### 2024
| Primaire démocrate de 2024 du 25e district congressionnel de Floride | Primaire démocrate de 2024 du 25e district congressionnel de Floride | Primaire démocrate de 2024 du 25e district congressionnel de Floride | Primaire démocrate de 2024 du 25e district congressionnel de Floride | Primaire démocrate de 2024 du 25e district congressionnel de Floride |
| -------------------------------------------------------------------- | -------------------------------------------------------------------- | -------------------------------------------------------------------- | -------------------------------------------------------------------- | -------------------------------------------------------------------- |
| Parti                                                                | Parti                                                                | Candidat                                                             | Votes                                                                | %                                                                    |
|                                                                      | Démocrate                                                            | Debbie Wasserman-Schultz (sortante)                                  | 36 479                                                               | 83,2                                                                 |
|                                                                      | Démocrate                                                            | Jan Perelman                                                         | 73 49                                                                | 16,8                                                                 |

| Primaire républicaine de 2024 du 25e district congressionnel de Floride | Primaire républicaine de 2024 du 25e district congressionnel de Floride | Primaire républicaine de 2024 du 25e district congressionnel de Floride | Primaire républicaine de 2024 du 25e district congressionnel de Floride | Primaire républicaine de 2024 du 25e district congressionnel de Floride |
| ----------------------------------------------------------------------- | ----------------------------------------------------------------------- | ----------------------------------------------------------------------- | ----------------------------------------------------------------------- | ----------------------------------------------------------------------- |
| Parti                                                                   | Parti                                                                   | Candidat                                                                | Votes                                                                   | %                                                                       |
|                                                                         | Républicain                                                             | Christopher Eddy                                                        | 13 246                                                                  | 64,9                                                                    |
|                                                                         | Républicain                                                             | Bryan Leib                                                              | 7 149                                                                   | 35,1                                                                    |

| Élection de 2024 du 25e district congressionnel de Floride | Élection de 2024 du 25e district congressionnel de Floride | Élection de 2024 du 25e district congressionnel de Floride | Élection de 2024 du 25e district congressionnel de Floride | Élection de 2024 du 25e district congressionnel de Floride |
| ---------------------------------------------------------- | ---------------------------------------------------------- | ---------------------------------------------------------- | ---------------------------------------------------------- | ---------------------------------------------------------- |
| Parti                                                      | Parti                                                      | Candidat                                                   | Votes                                                      | %                                                          |
|                                                            | Démocrate                                                  | Debbie Wasserman-Schultz (sortante)                        | 186 942                                                    | 54,5                                                       |
|                                                            | Républicain                                                | Christopher Eddy                                           | 156 208                                                    | 45,5                                                       |
|                                                            | Indépendant                                                | Ed Golfarb                                                 | 41                                                         | 0,0                                                        |
| Total des votes                                            | Total des votes                                            | Total des votes                                            | 343 191                                                    | 100 %                                                      |
|                                                            | Les Démocrates conservent                                  |                                                            |                                                            |                                                            |